# Campanicola
Genre
Campanicola est un genre d'araignées aranéomorphes de la famille des Theridiidae.

## Distribution
Les espèces de ce genre se rencontrent en Asie de l'Est.

## Liste des espèces
Selon World Spider Catalog (version 22.5, 18/08/2021) :
- Campanicola anguilliformis Li & Liu, 2021
- Campanicola campanulata (Chen, 1993)
- Campanicola chitouensis Yoshida, 2015
- Campanicola falciformis Li & Liu, 2021
- Campanicola ferrumequina (Bösenberg & Strand, 1906)
- Campanicola formosana Yoshida, 2015
- Campanicola heteroidea Li & Liu, 2021
- Campanicola tanakai Yoshida, 2015
- Campanicola tauricornis Li & Liu, 2021
- Campanicola volubilis Li & Liu, 2021

## Publication originale
- Yoshida, 2015 : « Parasteatoda and a new genus Campanicola (Araneae: Theridiidae) from Taiwan. » Bulletin of the Yamagata Prefectural Museum, vol. 33, p. 25-38.